# 齋藤来飛
齋藤 来飛（さいとう らいと、2004年2月20日 - ）は福島県いわき市出身のサッカー選手。ポジションはFW、MF

## 来歴
2019年、千葉明徳高校在学中にジェフユナイテッド千葉への2種登録が発表された。
2021年8月15日、来シーズンのトップチーム昇格内定が発表された。
2021年12月29日、FCティアモ枚方への育成型期限付き移籍が発表されたが、2022年2月9日に双方合意の下でFCティアモ枚方との契約解除が発表された。
2022年3月7日、ラインメール青森への育成型期限付き移籍が発表された。
2024年12月21日、青森、千葉共に契約満了を発表。

## 人物
2023年10月16日、入籍したことが発表された。

## 所属クラブ
- いわきアビラーション
- 古河電池FCジュニア
- JヴィレッジSC
- ジェフユナイテッド千葉 U-18（千葉明徳高校）
- 2022年 - 2024年  ジェフユナイテッド千葉
  - 2022年3月 - 2024年  ラインメール青森FC(期限付き移籍)

## 個人成績
| 国内大会個人成績 | 国内大会個人成績 | 国内大会個人成績 | 国内大会個人成績 | 国内大会個人成績 | 国内大会個人成績 | 国内大会個人成績 | 国内大会個人成績 | 国内大会個人成績 | 国内大会個人成績 | 国内大会個人成績 | 国内大会個人成績 |
| 年度             | クラブ           | 背番号           | リーグ           | リーグ戦         | リーグ戦         | リーグ杯         | リーグ杯         | オープン杯       | オープン杯       | 期間通算         | 期間通算         |
| 年度             | クラブ           | 背番号           | リーグ           | 出場             | 得点             | 出場             | 得点             | 出場             | 得点             | 出場             | 得点             |
| 日本             | 日本             | 日本             | 日本             | リーグ戦         | リーグ戦         | リーグ杯         | リーグ杯         | 天皇杯           | 天皇杯           | 期間通算         | 期間通算         |
| ---------------- | ---------------- | ---------------- | ---------------- | ---------------- | ---------------- | ---------------- | ---------------- | ---------------- | ---------------- | ---------------- | ---------------- |
| 2022             | 青森             | 22               | JFL              | 15               | 3                | -                | -                | -                | -                | 15               | 3                |
| 2023             | 青森             | 22               | JFL              | 20               | 2                | -                | -                | -                | -                | 20               | 2                |
| 2024             | 青森             | 22               | JFL              | 29               | 0                | -                | -                | -                | -                | 29               | 0                |
| 通算             | 日本             | 日本             | JFL              | 64               | 5                | -                | -                | -                | -                | 64               | 5                |
| 総通算           | 総通算           | 総通算           | 総通算           | 64               | 5                | -                | -                | -                | -                | 64               | 5                |

## 代表歴
- 2019年 - U-15代表候補[8]
- 2021年 - U-17代表候補[8]